# Betánia
Hasonló címmel lásd még: Betánia (keresztnév).

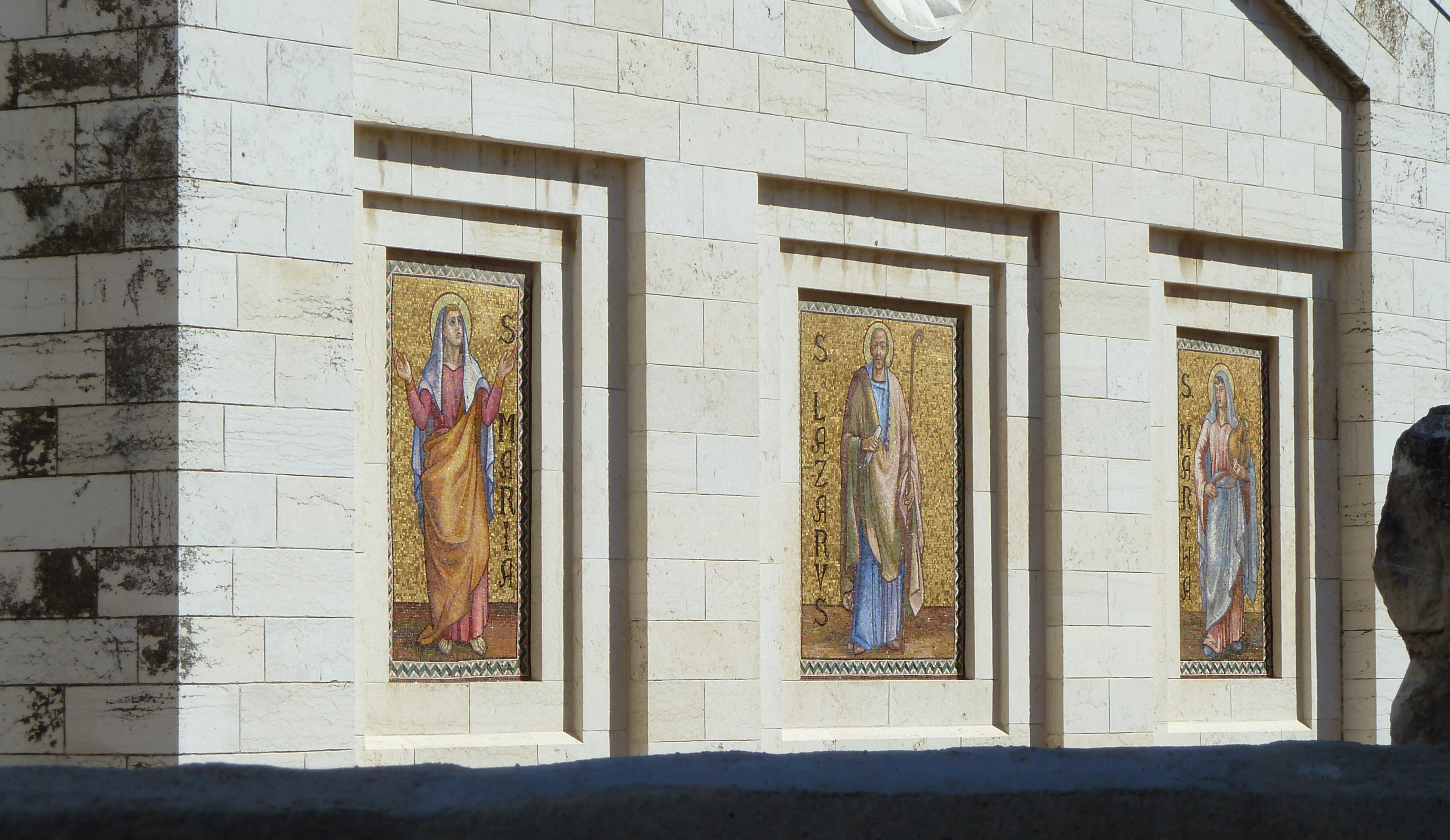
A katolikus templom mozaikjai: Mária, Lázár és Márta

Betánia (Károlyi-biblia: Bethánia, arámi írással: בית עניא, görög betűkkel: Βηθανία) kisváros a Bibliában. Az Újszövetség többször is említi, itt élt a Jézus által feltámasztott Lázár és testvérei, Mária és Márta, valamint Simon, a leprás. Jézus itt szállt meg, miután bevonult Jeruzsálembe, és itt búcsúzott el tanítványaitól mennybemenetelekor.

## Helye
Betániát általában a mai al-Eizarija várossal azonosítják, melynek neve (arabul (العيزرية) „Lázár helyét” jelenti. Itt helyezkedik el az a sír, amelyet a néphagyomány Lázár sírjának tart, Jeruzsálem óvárosától kb. 2,4 km-re keletre, az Olajfák hegye délkeleti lejtőin. Legalább a 4. század óta tartják Lázár sírhelyének, így említi Caesareai Eusebius (330 körül) és az Itinerarium Burdigalense-ben (333 körül) szereplő bordeaux-i zarándok. A település legrégebbi háza, egy 2000 éves ház, amely állítólag Márta és Mária lakhelye volt, szintén népszerű zarándokhely. Zanecchia (1899) szerint az ókori Betánia magasabban helyezkedhetett el az Olajfák hegyén, de a Catholic Encyclopedia ezt cáfolja.

## A név eredete
A név eredete sok vitát váltott ki. William Hepworth Dixon több oldalas lábjegyzetet szentel a témának The Holy Land („A Szentföld”) című, 1866-ban megjelent könyvében, melyben igyekszik cáfolni, hogy a név jelentése „datolyák háza” lenne, mint az Joseph Barber Lightfoot nyomán elterjedt. Dixon a British Museum tudósa, Emanuel Deutsch levelét idézi, amelyben Deutsch cáfolja Lightfoot elméletét, és megjegyzi, hogy sem a Betánia név, sem a Lightfoot által feltételezett gyökei nem jelennek meg sehol a Talmudban, majd szíriai eredetet feltételezve „nyomorúság háza”-ként vagy „szegényház”-ként fordítja a szót. Ezt a megfejtést fogadta el Gustav Dalman is 1905-ben, mások azonban nem értenek vele egyet. E. Nestle Philologica Sacrája (1896) szerint a fal neve személynévi eredetű, mások szerint a Nehémiás könyvében (11:32) szereplő Ananiah falu nevének rövidített változata. Mivel a görög nyelvben nem létezik sem a h, sem szó közepén a héber ch hang, lehetséges az is, hogy eredetileg a Chananya („Jah kegyes volt”) névből ered. Egy másik magyarázat – a közeli Bethphage („Éretlen fügék háza”) falu nevének analógiájára a beit hini („fügék háza”) kifejezésből származtatás.
Deutsch elméletét erősíti, hogy Caesareai Eusebius Onomasticonjának Szent Jeromos általi fordításában a település nevének jelentése domus adflictionis, azaz „szenvedés háza”. Brian J. Capper szerint ez a héber beth 'ani vagy az arámi beth 'anya latin fordítása, mindkettőnek jelentése „szegények háza” vagy „szenvedés/szegénység háza”, „szegényház”. Capper történelmi források és eme nyelvészeti bizonyíték alapján arra következtet, a településen szegényház állhatott. Capper és Deutsch szerint nyelvi nehézségek is felmerülnek, amikor az „Anaiah/Ananiah”, „fügék háza” vagy „datolyák háza” elméletet összehasonlítjuk a görög nyelvű Újtestamentumban használt Bethania névvel. Emellett az arámi beit 'anya a település neve az Újszüvetség keresztény palesztin, illetve szíriai változataiban. Emiatt, illetve mivel Jeromos jól ismerte a sémi filológiát és a környéket, Capper arra a következtetésre jutott, hogy a „nyomorúság háza / szegényház” fordítás helyes, amelyet Jeromos és a szíriai Újtestamentum használ, és a név arra utal, hogy a faluban gondoskodtak a betegekről és segítették a szegényeket, valamint a Jeruzsálembe tartó zarándokokat.
Lehetséges, hogy az Ananiah személynévből eredeztetés és a „szegények háza” jelentés összeegyeztethető, mivel elképzelhető a név Anya rövidítése (bár szövegekben nem fordul elő, hasonlóan a Jochanan Choni rövidítéséhez), és ez képezhet egy, a sémi nyelvekre jellemző szójátékot a személynévvel és a „szegény” jelentésű arámi szóval a falu nevében. A szójáték vezethetett ahhoz is, hogy itt jelöljék ki a szegényházat.

## Betánia és a gyógyítás
Capper és mások is arra a következtetésre jutottak, hogy az ókori Betániában egy szegényház létezhetett, ahol betegekről is gondoskodtak. Az evangéliumokban található utalás Betánia és a gyógyítás kapcsolatára: a leprás Simon háza itt állt (Márk 14:3-10), és Jézust innen értesítették Lázár betegségéről (János 11:1-12:11). A kumráni tekercsek szerint Jeruzsálemtől keletre három hely volt, ahol betegekről gondoskodtak, ezek közül egyben a leprásokról. Azt is írja (XLVI:13-18), hogy a város 3000 könyöknyi (kb. 1,37 km) határán belül semmi tisztátalannak nem szabad lennie. Mivel Betánia János evangéliuma szerint tizenöt stadiumnyira (2,78 km) volt a szent várostól (János 11:18), a távolság megfelelt a tekercsekben leírtaknak. Bethphage valószínűleg inkább az Olajfák hegyének csúcsán található at-Tur településsel azonosítható, ahonnan gyönyörű kilátás nyílik Jeruzsálemre. Betánia lentebb, délkeletre terült el, és nem lehetett látni a Templom-hegyről, így ideális lehetett egy rejtett, a betegek gondozására szolgáló intézménynek.
Mivel Márk evangéliuma említi, hogy Betániában tartózkodott Simon, a leprás, elképzelhető, hogy az esszénusok vagy a jeruzsálemi jótékonykodók leprásokat telepítettek le Betániában. Ez főleg Nagy Heródes idejében lehetett elképzelhető, akinek az esszénusok iránti jóindulatát Josephus is említi (Antiquities 15.10.5 [373-8]). Emellett Jézusnak az a kijelentése, amely szerint „a szegények mindig veletek lesznek” (Márk 14:7; Máté 26:11) csak a betániai szegényház közelében hangozhatott el úgy, hogy ne tűnjön érzéketlennek. Jézus tanítványai egyedül itt, Betániában említik a szegényeket (amikor Mária drága olajat önt Jézusra, ők pedig azt mondják, hogy inkább adta volna az árát a szegényeknek – Márk 14:5; Máté 26:8-9; János 12:4-6); ez sugallhatja, hogy Betániának kiemelt jelentősége volt a szegényekről és betegekről gondoskodás terén.
A helyszínen talált osszuáriumokra faragott nevek alapján feltételezhető, hogy Jézus idején Betániában galileaiak éltek, akik Jeruzsálem közelébe költöztek. Ez megmagyarázza, hogy Jézus és tanítványai – akik maguk is galileaiak voltak – számára miért tűnt kézenfekvőnek, hogy itt szálljanak meg, mikor Jeruzsálembe látogattak.
Capper szerint: „a galileai zarándokok igyekeztek elkerülni a lehetséges összetűzéseket a szamaritánusokkal, ezért a Jordán folyó keleti partján tartottak dél felé. Betánia volt jeruzsálemi utuk utolsó állomása, miután átkeltek a folyón és Jerikón át a rátértek a felföldre vezető útra. Betánia, ami megfelelő távolságban volt a várostól és a templomtól, tökéletes helynek számított egy jótékonysági intézmény számára. Nem meglepő, hogy itt jött létre az esszénus kórház, mely gondjaiba vette a zarándokokat a Galileából idevezető hosszú, sok veszéllyel fenyegető út után. Emellett a Jeruzsálem környéki betegekről és szegényekről is gondoskodtak. Nevét így azért kaphatta, mert ez volt a tökéletes esszénus szegényház, amelyben a szent városhoz legközelebb élő szegényekről gondoskodtak.”

## A település újszövetségi említései
Betánia többször szerepel az Újszövetségben:
- Keresztelő János első tanúságtétele (János 1:28)
- Lázár feltámasztásakor (János 11:1-46);
- Jézus bevonulásakor Jeruzsálembe (Márk 11:1 és Lukács 19:29)
- Mikor Jézus Betániában szállt meg az ezt követő héten (Máté 21:17 és Márk 11:11-12)
- A vacsoránál Simon, a leprás házában, amikor Mária olajjal keni Jézus lábát (Máté 26:6-13, Márk 14:3-9, János 12:1-8)
- Mielőtt Jézus a mennybe megy (Lukács 24:50)

Lukács evangéliuma említi továbbá (10:38-42), hogy Jézus látogatást tett Márta és Mária otthonában, de nem említi Betániát név szerint.

## A másik Betánia
János evangéliuma említ egy másik, Betánia nevű települést is, a Jordán keleti partján (János 1:28), ennek pontos helye nem ismert és ez az egyetlen említése. Más Biblia-fordításban ennek a településnek a neve nem Betánia, hanem Betabara.

## Fordítás
- Ez a szócikk részben vagy egészben  a   Bethany (biblical village) című angol Wikipédia-szócikk ezen változatának fordításán alapul.  Az eredeti cikk szerkesztőit annak laptörténete sorolja fel. Ez a jelzés csupán a megfogalmazás eredetét és a szerzői jogokat jelzi, nem szolgál a cikkben szereplő információk forrásmegjelöléseként.

## Bibliográfia
- Aburish, Said K.: Children of Bethany: The Story of a Palestinian Family, Indiana University Press 1988. ISBN 0-253-30676-0
- Capper, Brian J., "Essene Community Houses and Jesus' Early Community" (2006), in James H. Charlesworth, ed., Jesus and Archaeology, pp. 474-502, Wm. B. Eerdmans Publishing, ISBN 978-0-8028-4880-2
- Dixon, William Hepworth (1866), The Holy Land, Chapman and Hall
- Shahin, Mariam (2005), Palestine: A Guide, Interlink Books, p. 332, ISBN 1-56656-557-X